# 博斯纳斯科
博斯纳斯科（義大利語：Bosnasco），是意大利帕维亚省的一个市镇。总面积4.77平方公里，人口650人，人口密度136.3人/平方公里（2009年）。国家统计（ISTAT）代码为018020。